# Humbert Achamer-Pifrader
Humbert Achamer-Pifrader (Teplice, 21 novembre 1900 – Linz, 25 aprile 1945) è stato un giurista, militare e agente segreto austriaco, membro delle SS della Germania nazista. Fu comandante dell'Einsatzgruppe A dal settembre 1942 al settembre 1943.

## Biografia
Nacque a Teplice, figlio di Elisabeth Pifrader. Sposò Maria Hauser nel 1929 dalla quale ebbe tre figli. Il 25 aprile 1945 morì in un raid aereo su Linz.

### Carriera
Achamer-Pifrader combatté sul fronte italiano nella prima guerra mondiale come volontario per un anno. Fu posizionato da Otto Steinhäusl nel quartier generale della polizia di Salisburgo nel 1926 e trasferito al servizio civile dopo due anni di addestramento militare e tecnico. Oltre alle sue attività professionali, iniziò a studiare giurisprudenza e scienze politiche all'Università di Innsbruck e lì conseguì il dottorato in giurisprudenza il 7 luglio 1934.
Achamer-Pifrader si unì al partito nazista austriaco il 10 novembre 1931 (numero di iscrizione 614 104). Nel giugno 1935 fuggì nel Reich tedesco dove entrò immediatamente al servizio della Polizia politica bavarese. All'inizio di settembre 1935 si unì alle SS (numero di iscrizione 275 750) e avanzò costantemente in questa organizzazione nazista. Nell'aprile del 1936 fu trasferito alla Gestapo di Berlino, dove lavorò agli "affari austriaci".
Dopo l'inizio della seconda guerra mondiale, fu a capo della Gestapo a Darmstadt. Fu promosso SS-Standartenführer nel 1941. Dal luglio 1942 fu capo della Sicherheitspolizei (SiPo o Polizia di sicurezza) e della SD con sede a Wiesbaden. Nel settembre 1942 divenne comandante dell'Einsatzgruppe A, in successione a Franz Walter Stahlecker e Heinz Jost, e responsabile dell'omicidio di massa dei civili, per lo più ebrei. Inoltre, fu per qualche tempo comandante della polizia di sicurezza a Riga.
Achamer-Pifrader fu promosso SS-Oberführer il 1º gennaio 1943 e il 31 agosto 1943 fu insignito della Croce di Ferro di 2ª Classe e anche della Croce al merito di guerra di 1ª classe. Nel 1944 tornò all'Ufficio principale della sicurezza del Reich a Berlino e assunse la carica di capo della polizia di sicurezza dell'Unità IV B.